# ショウジ・サダオ

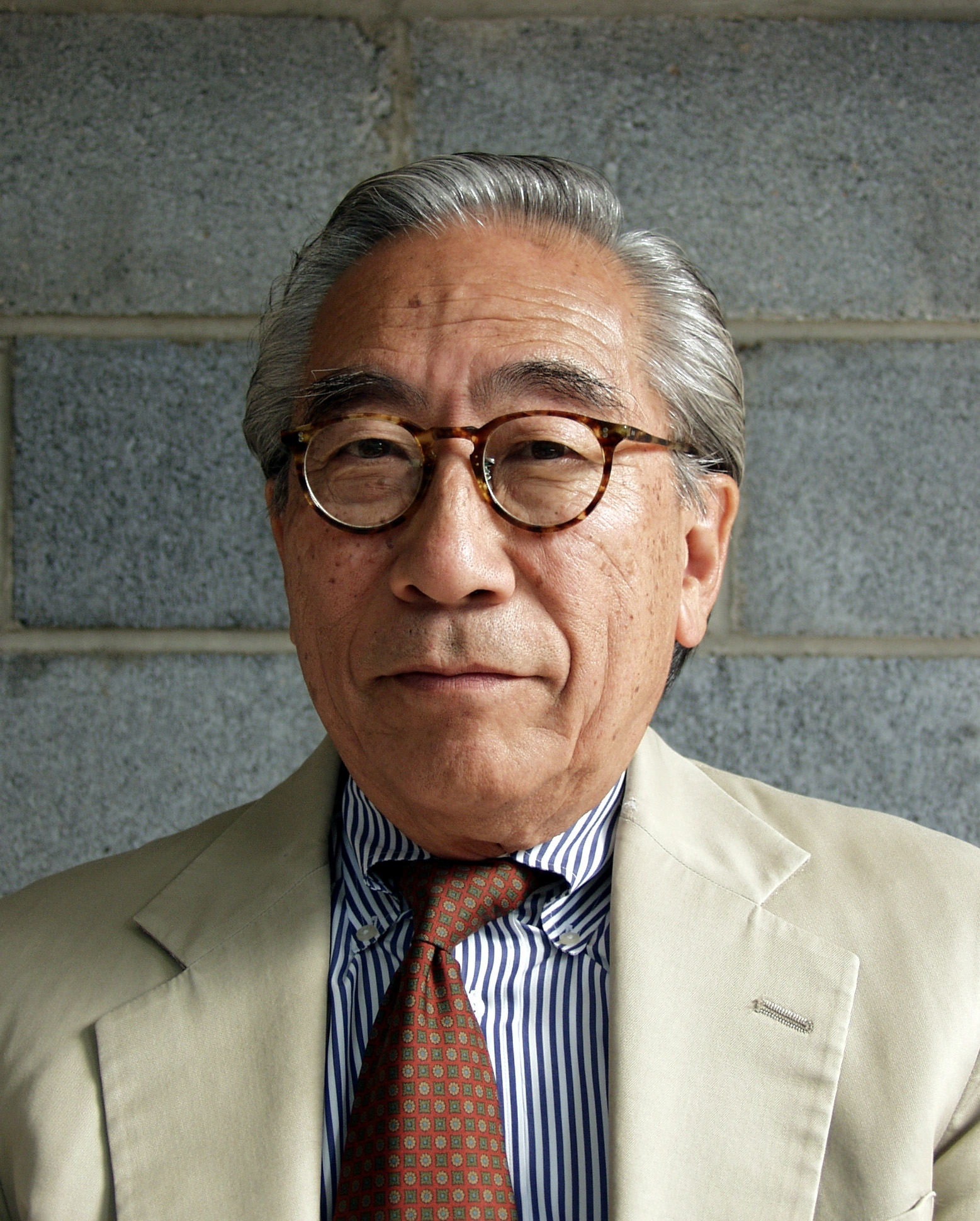
ショウジ・サダオ

ショウジ・サダオ（Shoji Sadao、貞尾 昭二、1927年 - 2019年11月3日）は、日系アメリカ人建築家。彼の作品はバックミンスター・フラーやイサム・ノグチとのコラボレーションで知られている。

## 生涯
第二次世界大戦中はドイツに駐留し、米軍の地図製作者として従事した。 
フラーとは1950年代初頭にコーネル大学で最初に出会い、建築を学んでいるSadaoのインストラクターを務めていた。
1954年に、フラーとの最初のコラボレーションであるダイマクション地図を手制作するため地図製作者としての専門知識を駆使してその年を過ごした 。マップ「ローリー版」の初版はエドワーズとブロートンで印刷され1954年の夏に3000のコピーの版で発行された。
1964年、Sadaoは建築会社Fuller＆Sadao Inc.を共同設立。その最初のプロジェクトは、モントリオールのモントリオール万国博覧会で、米国パビリオン用の大きなジオデシック・ドームを設計することであった 。
1968年、フラーとサダオは、日本の金融機関と正力松太郎の依頼で四面体都市を設計。この複合施設は、300,000戸の集合住宅に住む100万人の市民を収容できるように設計されており、巨大な内陸港がある。四面体都市は、効率的で持続可能な居住空間の代替案として考え出されたが、その巨大なサイズと低コストは、アルミニウム製オクテット・トラス・システムによって可能になった。海に浮かぶことによって、陸上のスペースを占有しないという考えである。
1959年に照明デザイナーのエジソン・プライス（Edison Price）と協働している間、Sadaoはギャラリーで折られたアルミニウム彫刻の生産でイサム・ノグチを援助。1960年代にノグチと共同で庭園や景観計画の仕事を始め、1971年にはデトロイトのフィリップ・A・ハートプラザ、ホレス・ドッジおよびソン・メモリアルの噴水を設計するために野口ファウンテンおよびプラザ・インクを設立。また、有名なあかり光彫刻の制作に関しノグチに密接に協力。1981年、二人はニューヨーク州ロングアイランドシティのNoguchi Museumとして知られるIsamu Noguchi Garden Museumの設計と建設作業を開始したおそらくこれは彼自身がコラボレーターとして自分のの「自己啓発的」な品質と表現していることによるものである。
1989年から2003年までノグチ美術館の事務局長を務めて以来、彼は博物館で終身の名誉信託受託者として認められている。
著者に『 バックミンスター・フラーとイサム・ノグチ：ベスト・オブ・フレンズ 』がある。